# 도로전광표지

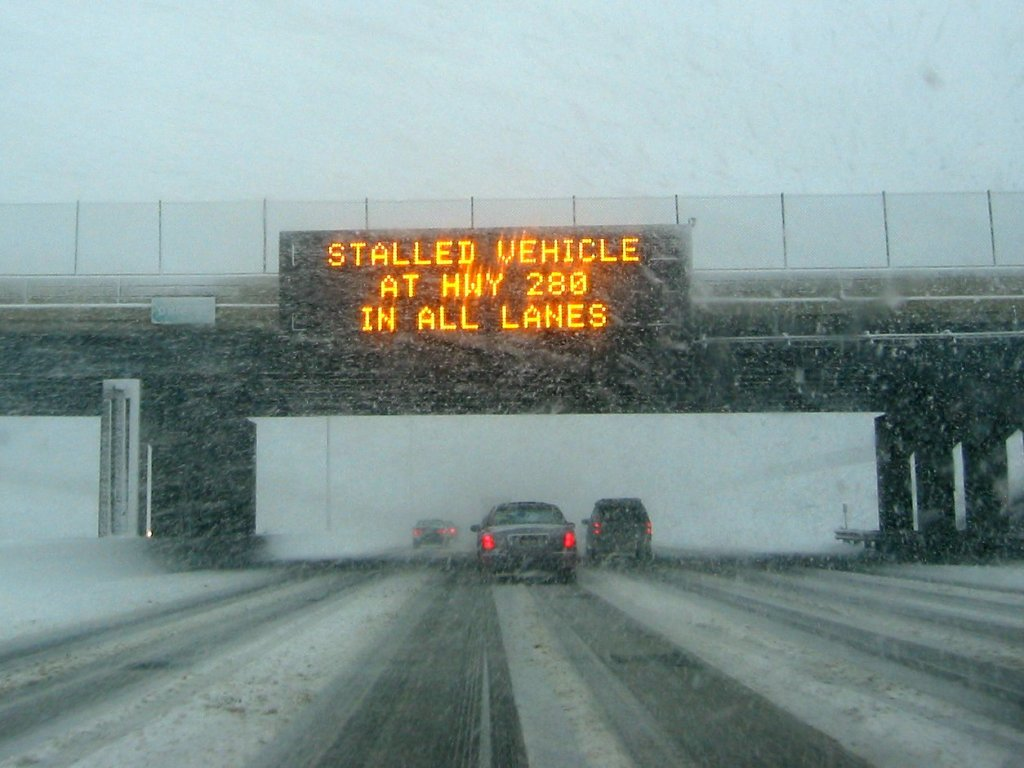

도로전광표지 또는 도로정보판(Variable-message sign, VMS)는 여행자에게 특별 이벤트에 대한 정보를 제공하기 위해 도로에서 자주 사용되는 전자 교통 표지판이다. 영국에서는 매트릭스 사인(matrix sign)으로 불린다. 이러한 표지판은 교통 정체, 사고, 테러 공격과 같은 사건, 앰버 경고, 도로 작업 구역 또는 특정 고속도로 구간의 속도 제한을 경고한다. 도시 지역에서는 VMS가 주차 안내 및 정보 시스템 내에서 사용되어 운전자에게 이용 가능한 주차 공간을 안내한다. 또한 차량에 대체 경로를 선택하고, 이동 속도를 제한하고, 사고 기간과 위치를 경고하고, 교통 상황을 알리고, 일반 공공 안전 메시지를 표시하도록 요청할 수도 있다.

## 역사
VMS 시스템은 적어도 1950년대 초 뉴저지 턴파이크에 배치되었다. 그 기간과 2012년경까지 NJ 턴파이크의 표지판은 네온으로 몇 가지 메시지를 표시할 수 있었으며 모두 운전자에게 속도를 늦추라는 경고를 중심으로 "REDUCE SPEED"(감속)라는 메시지를 표시했다. 이 표지 이후로 건설, 사고, 혼잡, 얼음, 눈 또는 안개가 일정 거리 전방에 위치했다. 뉴저지 턴파이크 관리청(New Jersey Turnpike Authority)은 2010년부터 2016년 사이에 이러한 표지판(가든 스테이트 파크웨이의 1990년대 빈티지 도트 매트릭스 VMS 시스템과 함께)을 보다 유연한 전자 표지판으로 교체했다.
현재 VMS 시스템은 주로 고속도로, 간선도로 또는 작업 구역에 배치된다.
캘리포니아주 샌호아킨군의 I-5와 SR 120 인터체인지에는 1996년에 자동화된 가시성 및 속도 경고 시스템이 설치되어 안개(겨울철 안개가 흔히 발생하는 곳)로 인한 시야 문제를 통행 차량에 경고했다.
도로전광표지은 1990년대 온타리오에 배치되었으며 현재 온타리오 북동부의 2개 시험 보조 고속도로와 400 시리즈 고속도로에서 업그레이드되고 있다.